# Cihara (plaats)
Cihara is een bestuurslaag in het regentschap Lebak van de provincie Banten, Indonesië. Cihara telt 3023 inwoners (volkstelling 2010).